# The Oval (Belfast)
The Oval és un estadi de futbol de la ciutat de Belfast. L'any 2024 és conegut com The BetMcLean Oval per raons de patrocini.
Entre 1882 i 1886, el Glentoran FC va utilitzar Ormeau Park com a casa seva. Es van traslladar a Westbourne a Ballymacarrett durant sis anys fins al 1892. Després es van traslladar a The Oval. Inicialment estava al carrer Dee, però el 1903 el terreny de joc de l'Oval es va girar 90 graus fins a la seva ubicació actual. Durant l'inici del segle xx, el terreny on es trobava The Oval va ser donat perpètuament al Glentoran pel Lord Major de Belfast, Daniel Dixon.
A causa de la seva proximitat a les drassanes de Belfast, l'Oval va patir greus danys per les bombes durant el Belfast Blitz de la II Guerra Mundial el 1941. Els bombardeigs aeris van destruir ambdues tribunes, provocant la pèrdua dels actius del club de Glentoran, i també va deixar un gran cràter al terreny de joc. El terreny va ser fora d'ús fins a l'any 1949, quan va ser reconstruït pel club Glentoran juntament amb els seguidors, que havien format conjuntament el comitè Back to the Oval. Durant el seu exili, el club va jugar al camp del seu company de Belfast Lisburn Distillery, Grosvenor Park. L'any 1953 es va construir la tribuna principal.

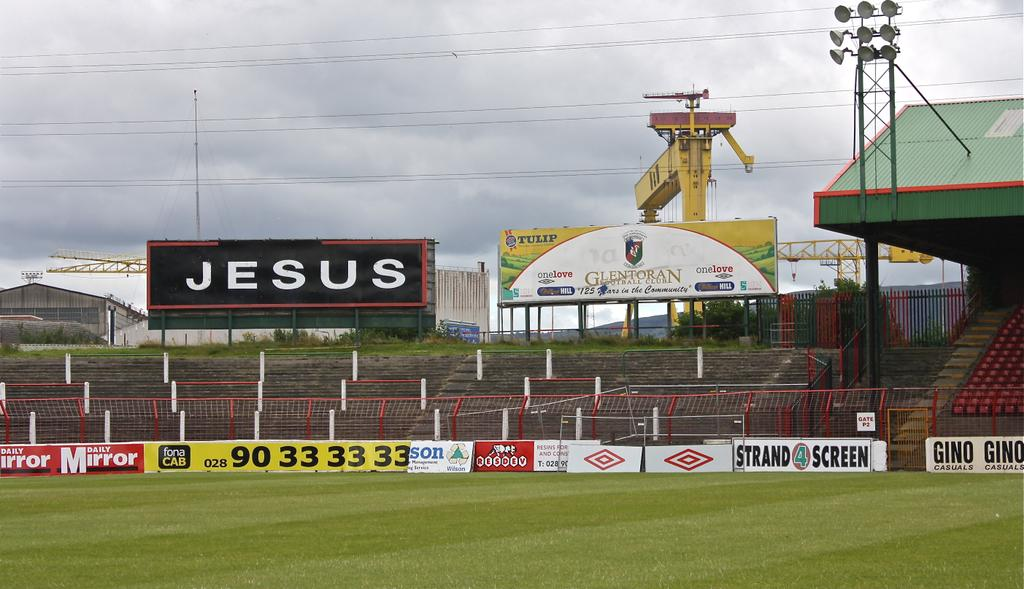
Signe ad "Jesús" a l'estadi.

El setembre de 1995, el Glentoran va fer aixecar un tauler publicitari amb el nom "JESÚS" en lletres blanques sobre un fons negre a l'Oval. Això es va conèixer col·loquialment com el "signe de Jesús". Va romandre-hi fins al 2010 quan els responsables del club el van retirar, dient que necessitaven l'espai per vendre publicitat a causa de greus problemes financers del club.

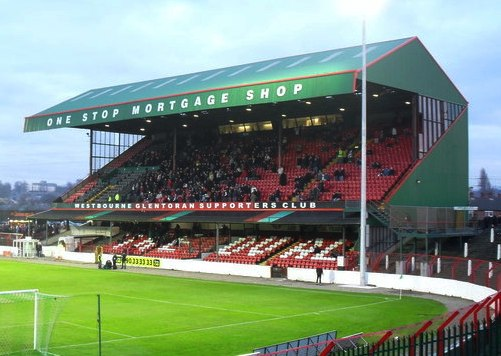
Graderia principal.

L'any 2000, l'Oval va rebre finançament per crear una tribuna amb capacitat per a 1.600 persones.
L'Oval es troba prop del port de Belfast, i les grues Samsó i Goliat d'Harland i Wolff són visibles des de l'interior de l'estadi. La capacitat de l'estadi és de 26.556, però l'any 2010 l'Assemblea d'Irlanda del Nord va estimar que tenia una capacitat segura de 5.056 segons la legislació de seguretat.